# Jochen Hiltmann
 Jochen Hiltmann  (* 21. Juni 1935 in Hamburg) ist ein deutscher Bildhauer, Maler, Grafiker, Kunstkritiker und Filmemacher. Er lebt und arbeitet in Hamburg und in Todenfeld bei Bonn.

## Leben und Werk

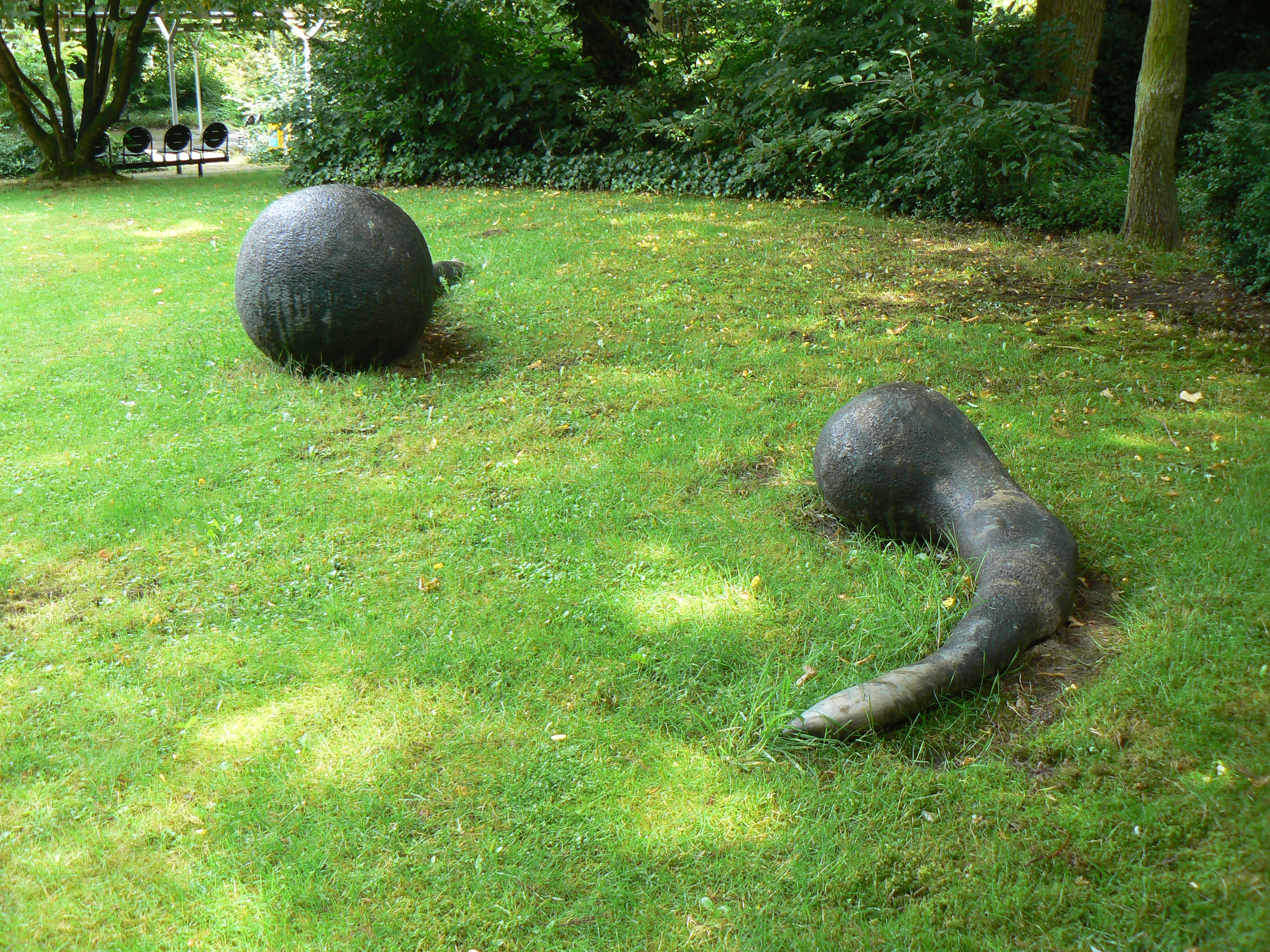
Dyspepsie von Jochen Hiltmann (1968) am Eduard-Weitsch-Weg in Marl. Kollection: Skulpturenmuseum Glaskasten

Jochen Hiltmann machte von 1953 bis 1955 eine Landwirtschaftliche Lehre in Lübeck. Er arbeitete danach auf einem Weingut in Südfrankreich. Von 1956 bis 1959 absolvierte Hiltmann ein Studium der Freien Kunst in Hamburg, Krefeld und Düsseldorf, unter anderem bei Bruno Goller und bei Joseph Faßbender.
Im Jahr 1958 erhielt er den Kunstpreis der Stadt Krefeld und ein Stipendium vom Kulturkreis der Deutschen Wirtschaft im Rahmen der Lehmbruck-Grundsatzförderung. Im Jahr 1959 gab er die Malerei auf und wandte sich der Bildhauerei zu. Als Bildhauer war er Autodidakt.
In den folgenden Jahren erfuhr er internationale Anerkennung. Er wurde mit einigen wichtigen Preisen ausgezeichnet:
- 1960: Villa-Romana-Preis, Florenz
- 1962: Förderpreis zum Cornelius-Preis der Stadt Düsseldorf
- 1964: Villa-Massimo-Preis, Rom
- 1965: Deutscher Kunstpreis der Jugend für Plastik

Im Jahr 1964 wurden Arbeiten von ihm auf der documenta III in Kassel in der Abteilung Skulptur gezeigt. Im Jahr 1967 wurde er als Dozent für Metallplastik an die Hochschule für bildende Künste Hamburg berufen, 1970–2001 war er Professor und ab 1974 Vizepräsident der Hochschule für bildende Künste Hamburg. 1975 erhielt er einen Lehrauftrag an der Gerrit Rietveld Academie in Amsterdam. Von 1972 bis 1975 arbeitete Hiltmann überwiegend theoretisch. Er betrieb konsequente Kunstverweigerung und übte radikale Kritik an der künstlerischen Praxis der sogenannten Avantgarde. Hiltmann war Mitglied im Deutschen Künstlerbund.
Seine Arbeiten als Bildhauer zeichnen sich durch eine spezifische Formbetonung aus, die in einem sichtbaren Produktionsprozess entstanden ist. Nach 1975 drehte er künstlerische Filme und Videos, er schrieb Aufsätze zur Kunst.